# Stary Dwór (Łódź)
Pour les articles homonymes, voir Stary Dwór.
Stary Dwór est une localité polonaise de la gmina et du powiat de Rawa Mazowiecka en voïvodie de Łódź.